# Camp de refugiats d'Al-Wehdat
El Nou Camp de refugiats d'Amman o Camp de refugiats d'Al-Wehdat, localment conegut com a Al-Wihdat (en àrab: مخيم الوحدات), és un camp de refugiats situat al barri de Hay Al Awdah de la ciutat d'Amman, capital del Regne de Jordània. Amb una superfície de 0.48 km² és el segon més gran dels deu camps de refugiats palestins a Jordània. Té una població del voltant de 57,000 refugiats registrats, el qual inclou a 8,400 estudiants. L'organisme de Nacions Unides responsable de l'administració dels camps de refugiats palestins és l'Agència de les Nacions Unides per als Refugiats de Palestina al Pròxim Orient (UNRWA).

## Administració
L'any 2010, Al-Wehdat formava part del barri d'Al-'Awd ("El Retorn"), al districte d'Al-Yarmouk d'Amman.

## Història
Al-Wehdat és un dels quatre camps de refugiats instal·lats per la UNRWA per a acollir palestins que fugiren del Mandat Britànic de Palestina després de la Guerra araboisraeliana de 1948. S'establí l'any 1955 amb l'arribada de 5,000 refugiats de pobles entre Jaffa i Jerusalem. Al principi, els refugiats vivien en tendes. L'any 1957, la UNRWA va construir 1,260 refugis per a afegir als 1,400 refugis ja existents, inicialment construïts en una àrea de 0.48 km², en aquell temps al sud dels afores d'Amman.
Durant gairebé quinze anys, fins a la dècada de 1970, la majoria de les famílies vivien en refugis i tendes. Després del conflicte del Setembre Negre de Jordània, que va durar de 1970 a 1971, la UNRWA va treballar amb el govern jordà per a millorar les condicions de vida al camp.
En el 1987-1988, el 17% de residents del camp vivien en habitatges d'una sola habitació, comparat al 6% del 2011. Al 2011, el 44% de residents del camp vivien en habitatges de dues habitacions. En termes de població, la fundació FAFO utilitza el metre quadrat per càpita, amb Al-Wehdat com un dels "espais residencials amb la mitjana més baixa de metres quadrats per càpita".
A finals de les dècades de 1960, 1970 i 1980, el camps va esdevenir un important centre d'activitat de nacionalistes palestins. Fins i tot, els partits de futbol de l'Al-Wehdat Sports Club eren sinònim de la identitat palestina a la vida pública.
El campament, el qual no està tancat per parets o tanques, era un espai obert amb un espai de creixement econòmic. Tot i que hi ha diverses carreteres principals al campament, està entrecreuat amb "passatges estrets i carrerons trencadors". Al sector oriental d'Al-Wihdat es va desenvolupar una àrea d'allotjament de classe mitja-baixa amb edificis de tres i quatre plantes, mentre que al sector meridional del campament hi ha àrees com tuguris, on pedres pesades sostenen els sostres de zinc.
A finals de la dècada de 2000, hi havia registrades més de 2,000 "empreses i botigues" que oferien una ampla varietat de béns i de serveis des d'Al-Wehdat. El gran souk d'Al-Wehdat atreu clients de fora del campament amb la venda de productes, com verdures de la Vall del Jordà i roba de la Xina, oferint-los a preus més baixos que en altres mercats d'Amman.

## Demografia
L'any 2010 tenia uns 48,000 habitants que incloïen aproximadament a "8,000 gitanos locals, egipcis que migraren per a treball, iraquians refugiats i altres grups no-jordans amb ingressos baixos". L'any 2017 hi havia aproximadament uns 57,000 refugiats registrats, el qual incloïa a 8,400 estudiants d'Al-Wehdat, d'un total de gairebé 370,000 refugiats palestins a Jordània, el qual representava el 18%. Jordània és l'Estat que acull a més refugiats palestins dels coberts per la UNRWA. A Jordània, bona part, però no tots, dels refugiats palestins tenen plena ciutadania. Pel 2017, del 5 milions refugiats palestins registrats a Jordània, Síria, Líban, Cisjordània i a la Franja de Gaza, 2 milions ho estaven a Jordània.

## UNRWA
La UNRWA, que es va establir l'any 1949, proporciona finançament als refugiats palestins per a tenir accés a l'educació, "a la sanitat primària per a més de 3.5 milions de pacients i assistència a més de 250,000 palestins profundament vulnerables a ser refugiats". Els serveis de la UNRWA al camp inclouen 13 escoles, un centre de salut, un centre de rehabilitació, un centre de programa per a dones, una oficina de salut mediambiental i una oficina de serveis del campament. La UNRWA també gestiona l'Institut de Formació de Mestres d'Amman.
El 70% de fons de l'agència van a les 700 escoles que la UNRWA gestiona i dona cobertura a 500,000 infants i adolescents. L'octubre de 2017, la Unió Europea va votar a favor d'una contribució addicional de 9.5 milions d'euros a la UNRWA en resposta a la petició "per ajudar a tancar una crisi".

## Reptes importants
LA UNRWA sosté, segons un informe de 2013 de la fundació FAFO, que Al-Wehdat és considerat com el segon millor camp de refugiats palestins dels deu que hi ha a Jordània, en termes de pobresa i ocupació femenina. Els ingressos del 34% dels refugiats palestins estan per sota de la mitjana de la línia nacional de pobresa jordana de JD 814. Només el 24% de les dones del campament estan ocupades. El 8% de la població del campament té problemes de salut crònics severs, fent-lo el pitjor de tots els deu. El 66% dels refugiats del camp no tenen cap assegurança de salut. No hi ha cap àrea verda o espai de joc obert en el campament perquè està sobrepoblat. Molts refugis es van construir a la dècada de 1950 i ara es troben en mal estat. Molts d'aquests calen que es derrueixin i es reemplacin, ja que "el material de l'edifici és inadequat (els sostres es van fer de plaques de metall acanalat, ciment de pobra qualitat)".
La UNRWA rep el 30% del seu pressupost dels Estats Units. El 16 de gener de 2018 els Estats Units van anunciar que retiraven 60 milions de dòlars dels 125 que tenien planejat enviar a la UNRWA al 2018. El finançament de la UNRWA és gairebé íntegrament dels Estats-membre de l'ONU. Segons el periodista de Der Spiegel Thore Schröder, qui va visitar Al-Wehdat el gener de 2018, mestres, metges i escombriaires han estat expulsats i les persones residents a Al-Wehdat han hagut de llogar camions de recollida per a eliminar els residus, i les escoles estan tancades per vacances. Segons un article del 2018 del Der Spiegel, el Primer ministre israelià Binyamín Netanyahu volia que la UNRWA fos completament reemplaçada per l'Alt Comissionat de les Nacions Unides per als Refugiats (ACNUR). Thore Schröder cita el cas d'un sastre de 52 anys que va néixer a Amman, Jordània, i hi ha viscut allà tota la seva vida, però manté que la seva casa real és el poble de Ramla, al bell mig de Palestina, tot i que mai l'ha visitat. Netanyahu diu que l'esperança del dret al retorn dels refugiats palestins és irreal.

## Al-Wehdat SC
L'any 1956 la UNRWA fundà el club poliesportiu Al-Wehdat Sports Club, sota el nom d'Al-Wehdat Youth Center. L'any 1975 l'Al-Wehdat SC va guanyar la lliga jordana de futbol masculí.

## Persones notables
Algunes de les persones notables vinculades a l'assentament inclouen a l'escriptor Ibrahim Nasral·là, els pares del qual van venir al camp l'any 1948 quan van ser forçats a abandonar la seva casa d'Al-Bruij, prop de Jerusalem. La seva sèrie de novel·les, Casaments de Gaza, va ser traduïda a l'anglès l'any 2017. Nasral·là, qui va néixer i créixer al campament, va estudiar a les escoles de la UNRWA d'allà i a l'Institut de Formació de Mestre d'Amman, també de la UNRWA.
Nihad Awad, qui és el director del Consell de Relacions Islàmic-Estatunidenques (CAIR), ha estat freqüentment entrevistat per la FOX, BBC, The New York Times, The Washington Post, Al-Jazeera, C-SPAN, i altres mitjans de comunicació de masses.